# Eilandenplan
Een eilandenplan is een Nederlands waterstaatkundig voorstel met betrekking tot een aantal eilanden. Tijdens het interbellum werd een aantal plannen met deze naam bestudeerd. Zij hadden steeds betrekking op een aantal eilanden in het deltagebied. Centrale thema's werden steeds gevormd door aspecten van landaanwinning, kustlijnverkorting en terugdringen van de verzilting. Een deel van de plannen is door de tijd achterhaald, een deel is uiteindelijk als onderdeel van de deltawerken uitgevoerd.

## Drie-eilandenplan
Het Drie-eilandenplan betrof de eilanden Walcheren, Noord-Beveland en Zuid-Beveland. In combinatie met de Sloedam die in het kader van de spoorlijn naar Vlissingen al in 1872 gebouwd was, kon door het afsluiten van het Veerse Gat en de Zandkreek een hoeveelheid land gewonnen worden en de kustlijn van zo'n 52 kilometer tot 2,5 km verkort worden. Als onderdeel van de Deltawerken is dit plan vrijwel ongewijzigd in de periode 1958 - 1961 gerealiseerd.

## Vier-eilandenplan
Het vier-eilandenplan betrof de eilanden Voorne, Putten, IJsselmonde en Hoeksche Waard. Niet meetellend in het aantal eilanden werd Rozenburg ook in het plan meegenomen. Door afdamming van de Oude Maas (zowel aan de zijde van de Nieuwe Maas/Nieuwe Waterweg als tussen de Hoeksche Waard en IJsselmonde), Brielse Maas en het Spui. Van de genoemde werken is alleen de dam in de Brielse Maas bij het Brielse Gat uitgevoerd (1950).

## Vijf-eilandenplan
Het vijf-eilandenplan was een variatie op het vier-eilandenplan, ook het Eiland van Dordrecht werd in de afsluitingen betrokken. De Oude Maas werd afgedamd tussen het Eiland van Dordrecht en IJsselmonde en de Dordtsche Kil bij het Haringvliet. Ook nu werd Rozenburg wel in de bedijking meegenomen maar niet meegeteld als eiland.